# Universität für Musik und darstellende Kunst Graz

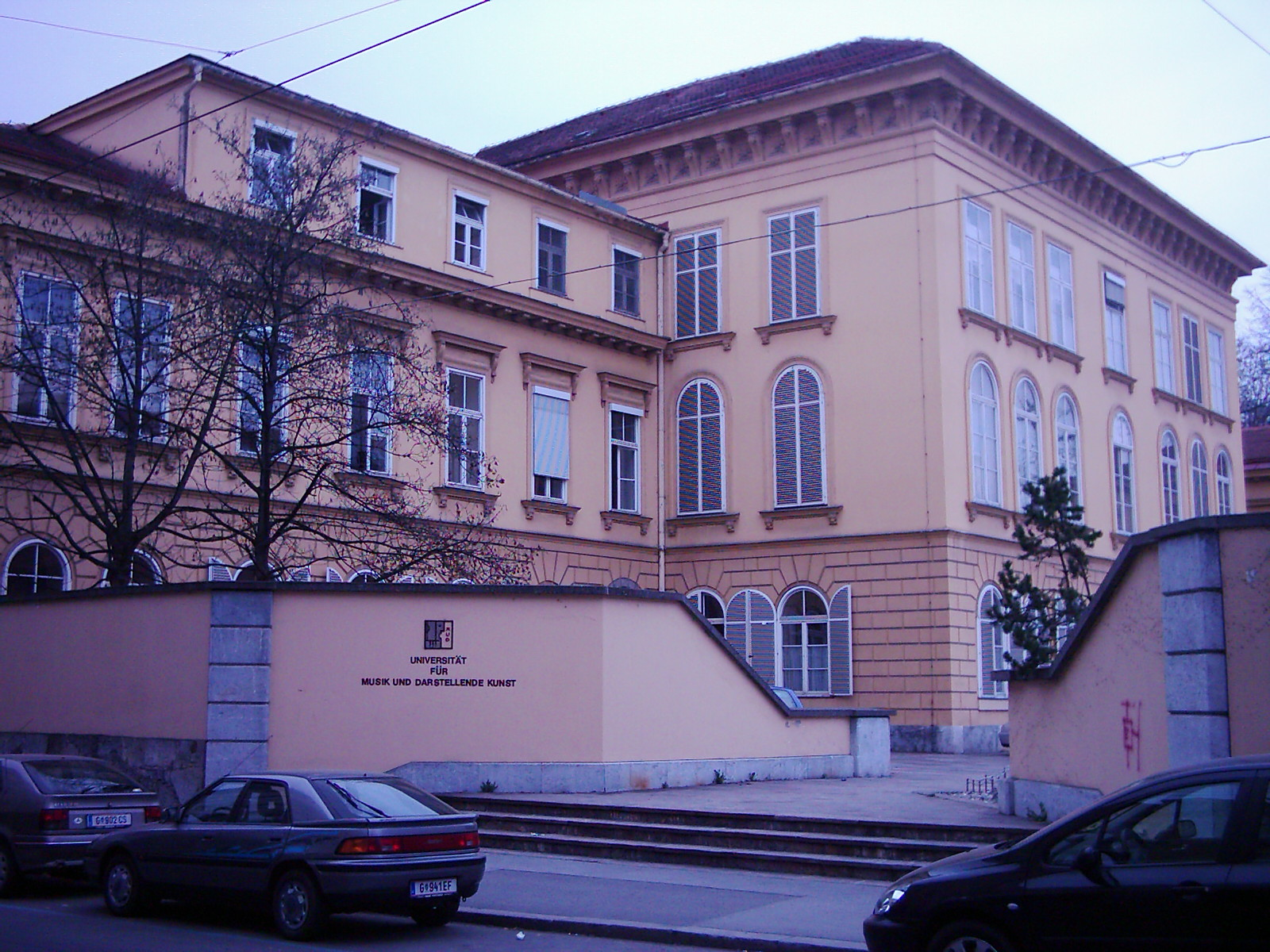

De Universität für Musik und darstellende Kunst Graz, ook Kunstuniversität Graz (KUG), is een Oostenrijkse universiteit. Ze gaat terug naar de in 1816 opgerichte muziekschool van de academische muziekvereniging.

## Geschiedenis
In 1963 werd het conservatorium van de deelstaat Stiermarken opgewaardeerd tot een federale staatsinstelling: de Universität für Musik und darstellende Kunst Graz. De president (1963-1971) was Erich Marckhl. Door de Kunsthogeschoolorganisatiewet van 1970 werd de academie veranderd in de Hochschule für Musik und darstellende Kunst in Graz. In 1971 werd Friedrich Korcak tot eerste rector gekozen.
De KUG (toen nog een universiteit) heeft sinds 1983 het recht om te sponsoren. In 1986 werden voor het eerst doctoraatsstudies aangeboden. Het eerste plechtige doctoraat vond plaats op 21 juni 1991. De KUG kreeg zijn huidige naam in 1998 toen alle Oostenrijkse kunstopleidingen werden omgedoopt tot universiteiten, toen de federale wet op de organisatie van de kunstuniversiteiten (KUOG '98) van kracht werd.
In het wintersemester 2018/2019 waren er 1925 reguliere studenten (waaronder 1544 met hoofdtoelating tot de KUG en 395 in gezamenlijk opzetten van studies met hoofdtoelating tot de partnerinstelling als officiële deelname) en 315 buitengewone studenten werden geregistreerd bij de KUG. Het aandeel vrouwen was 47%. Het aandeel niet-Oostenrijkse studenten was 60% (gebaseerd op reguliere studenten met hoofdtoelating tot de KUG) of bijna 50% (rekening houdend met officiële deelname en buitengewone studies, met name de aanbiedingen voor het promoten van jong talent of voor kinderen en adolescenten).
De KUG organiseert sinds 1989 om de drie jaar de Franz Schubert International Chamber Music Competition and Modern Music.

### Leiding
- 1963–1971: Erich Marckhl (oprichtingspresident)
- 1971–1979: Friedrich Korcak (eerste gekozen rector)
- 1979–1987: Otto Kolleritsch
- 1987–1991: Sebastian Benda
- 1991–2007: Otto Kolleritsch
- 2007–2012: Georg Schulz
- 2013–2014: Robert Höldrich (verantwoordelijke vicerector, interim)
- 2014–2018: Elisabeth Freismuth
- Sinds oktober 2018: Eike Straub (verantwoordelijke vicerector, interim)
- Vanaf 1 maart 2020: Georg Schulz

De terugkeer van Georg Schulz als rector werd aangekondigd in oktober 2018. Als gevolg van een bezwaar van de Werkgroep Gender Issues betreffende veronderstelde discriminatie van de tijdens de procedure nog zittende rector Freismuth op grond van geslacht, leeftijd en geloof, werd in plaats daarvan vanaf 1 oktober 2018 een interim-rector onder leiding van de verantwoordelijke vicerector Eike Straub geïnstalleerd.

## Instituten aan de universiteit
- Compositie, muziektheorie, muziekgeschiedenis en dirigeren
- Piano
- Snaarinstrumenten
- Blaas- en slaginstrumenten
- Muziekpedagogie (IMPG)
- Kerkmuziek en orgel
- Zang, lied, oratorium
- Jazz
- Toneel
- Muziektheater
- Toneelvormgeving
- Etnomusicologie
- Instituut voor muziekesthetica
- Oude muziek en uitvoeringspraktijk (IAP)
- Jazzonderzoek(IJF)
- Elektronische muziek en akoestiek (IEM)

## Studierichtingen van de kunstuniversiteit
- Toneelvormgeving
- Communicatie, media, sound en Interaction Design – Sound Design (samen met de Fachhochschule Joanneum)
- Computermuziek
- Visueel weergegeven kunst / toneel
- Dirigeren: koor, muziektheaterkoorrepetitie, orkest en koordirigeer-pedagogie
- Doctoraatsstudie artistiek-wetenschappelijk (doctor artium)
- Doctoraatsstudie wetenschappelijk (PhD)
- Electrotechniek-geluidstechnicus (samen met de Technische Universität Graz)
- Zang
- Instrumentale (zang)pedagogie: klassiek, jazz en volksmuziek
- Instrumentale studies: klassiek en oude muziek
- Jazz
- Katholieke en evangelische kerkmuziek
- Compositie en muziektheorie: compositie, compositie – muziektheater, muziektheorie en compositie- en muziektheoriepedagogie
- Lerarenstudie: lesvakken muziekopvoeding, instrumentale muziekopvoeding en technische en materiële vormgeving
- Musicologie (samen met de Karl-Franzens-Universität Graz)

In bijna alle studierichtingen (uitgezonderd toneelvormgeving en visueel weergegeven kunst, beiden 4-jarige diplomastudies) worden de studies in de Bologna-systematik (3- en 4-jarige Bachelorstudies, 2-jarige masterstudies, 3-jarige doctoraatsstudies) aangeboden.

## Ereleden van de universiteit (met jaar van de benoeming)
- Joseph Marx, Oostenrijks componist (1963)
- Henri Gagnebin, Zwitsers componist (1963)
- Johann Nepomuk David, Oostenrijks componist (1963)
- Karl Böhm, Oostenrijks dirigent (1964)
- Frank Martin, Zwitsers componist (1966)
- Zoltán Kodály, Hongaars componist (1966)
- Egon Wellesz, Oostenrijks-Brits componist (1968)
- Darius Milhaud, Frans componist (1968)
- Luigi Dallapiccola, Italiaans componist (1969)
- Ernst Moravec, Oostenrijks violist (1969)
- Ernst Krenek, Amerikaans componist van Oostenrijkse afkomst (1969)
- Alfred Brendel, Oostenrijks pianist (1981)
- Andrés Segovia, Spaans gitarist (1985)
- Gundula Janowitz, Oostenrijks zangeres (1986)
- Jenö Takacs, pianist (1987)
- Christa Ludwig, Duitse zangeres (1988)
- György Ligeti, Hongaars componist (1989)
- Nikolaus Harnoncourt, Oostenrijks dirigent en muziekvorser (1995)
- Art Farmer, Amerikaans jazztrompettist (1998)
- Hans Werner Henze, Duitse componist (1999)
- Josef 'Joe' Zawinul, Oostenrijks jazzmuzikant (2002)
- Otto Kolleritsch, rector emeritus van de Kunstuniversität Graz (2004)
- Sheila Jordan, Amerikaans jazzmuzikante (2015)

## Eredoctoraat
- Phil Collins, Brits muzikant (2019)

## Voormalige studenten en afgestudeerden
- Peter Simonischek (* 1946), Oostenrijks acteur
- Marjana Lipovšek (* 1946), Sloweens zangeres
- Wolfgang Böck (* 1953), Oostenrijks acteur
- August Schmölzer (* 1958), Oostenrijks acteur
- Fabio Luisi (* 1959), Italiaans dirigent
- Martin Kušej (* 1961), Oostenrijks regisseur
- Petra Morzé (* 1964), Oostenrijks actrice
- Marion Mitterhammer (* 1965), Oostenrijks actrice
- Klaus T. Steindl (* 1966), Oostenrijks regisseur en draaiboekauteur
- Natalia Ushakova (* 1969), Russisch-Oostenrijks operazangeres
- Andreas Großbauer (* 1974), Oostenrijks violist
- Andreas Kiendl (* 1975), Oostenrijks acteur
- Nenad Vasilić (* 1975), Oostenrijks jazzbassist en -componist van Servische afkomst
- Annette Dasch (* 1976), Duitse operazangeres
- Andrea Wenzl (* 1979), Oostenrijks actrice
- Christoph Luser (* 1980), Oostenrijks acteur
- Christian Bakanic (* 1980), Oostenrijks accordeonist
- Christoph Pepe Auer (* 1981), jazzsaxofonist
- Elisabeth Breuer (* 1984), Oostenrijks zangeres
- Sascha Hois (* 1986), Oostenrijks trombonist
- Mirga Gražinytė-Tyla (* 1986), Litouws dirigente
- Benjamin Morrison (* 1986), Nieuw-Zeelands violist
- Alina Pinchas (* 1988), Oezbeeks violist

## Professoren
- Julian Argüelles, jazzsaxofonist
- Erich Bachträgl, jazzdrummer en componist
- Péter Barsony, altviolist
- Ulf Bästlein, zanger
- Adrianus Bezuijen, zanger
- Ida Bieler, violiste
- Luis Bonilla, jazztrombonist
- Joseph Breinl, piano-zangbegeleider
- Marko Ciciliani, compositie en multimedia
- Milana Chernyavska, pianiste
- Chia Chou, pianist
- Howard Curtis, jazzdrummer
- Dena DeRose, jazzzangeres
- André Doehring, muziekwetenschapper (jazz- en populaire muziek)
- Andreas Dorschel, filosoof
- Julius Drake, songbegeleider
- Holger Falk, zanger
- Beat Furrer, componist
- Clemens Gadenstätter, componist
- Robert Höldrich, componist en vorser (elektrotechniek)
- Erich Kleinschuster, jazztrombonist en componist
- Gerd Kühr, componist
- Boris Kuschnir, violist
- Klaus Lang, componist
- Thomas Lechner, drummer (paukenist)
- Maighread McCrann, violiste
- Karlheinz Miklin, jazzsaxofonist en componist
- Silvia Marcovici, violiste
- Clemens Nachtmann, componist
- Elena Pankratova, zangeres
- Edward Partyka, jazzcomponist en -arrangeur
- Paolo Pegoraro, gitarist
- Marc Piollet, dirigent
- Olaf Polziehn, jazzpianist
- Franz Karl Praßl, theoloog, kerkmuzikant en componist
- Gerald Preinfalk, saxofonist
- Johannes Prinz, koordirigent
- Morten Ramsbøl, jazzcontrabassist
- Janne Rättyä, accordeonist
- Peter Revers, muziekwetenschapper
- Matthias Rieß, hoornist
- Gunther Rost, organist
- James Rotondi, jazztrompettist
- Stefan Schilling, klarinettist
- Markus Schirmer, pianist
- Susanne Scholz, violiste (historische viool-instrumenten)
- Hans Peter Schuh, trompettist
- Heiko Senst, acteur
- Wolfgang Strasser, trombonist
- Werner Strenger, acteur
- Olivier Tambosi, muziektheaterregisseur
- Tara Venditti, zangeres
- Peter Verhoyen, piccoloïst
- Martin Wagemann, trompettist
- Wolfgang Wengenroth, dirigent
- Constanze Wimmer, muziekbemiddelaarster en cultuurmanager